# Anthus lineiventris
El bisbita rayado (Anthus lineiventris) es una especie de ave paseriforme de la familia Motacillidae propia de África. 

## Distribución y hábitat
Se le encuentra en Angola, Botsuana, Burundi, República Democrática del Congo, Kenia, Malawi, Mozambique, Ruanda, Sudáfrica, Suazilandia, Tanzania, Zambia, y Zimbabue.
Su hábitat natural es la sabana seca.